# 周建邦
周建邦（1505年—1564年），字維新，四川保寧府巴州人，民籍，治《易經》，明朝政治人物。

## 生平
嘉靖十六年（1537年）丁酉科四川鄉試第二名舉人。嘉靖十七年（1538年）戊戌科二甲九十四名進士。授户部主事，官至延安府知府。

## 家族
曾祖周亮，衛知事；祖父周鳳儀，壽官；父周謨，歲貢生。母李氏。